# Станковий живопис

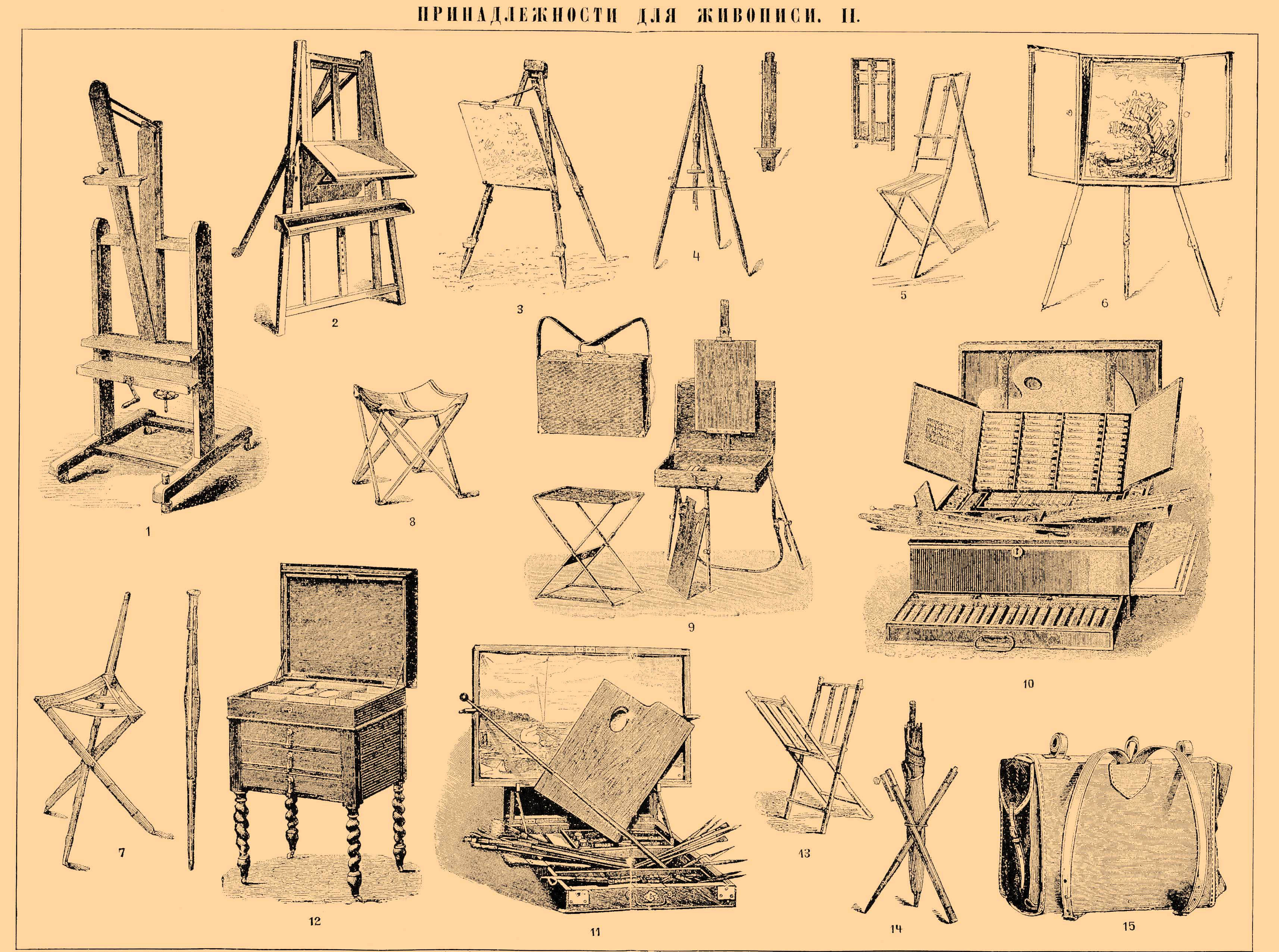
Прилади для виконання станкового живопису

Станко́вий живо́пис, також станко́ве маля́рство — рід живопису, твори якого мають самостійне значення і сприймаються незалежно від оточення. Буквально — живопис, створений на станку (мольберті). Твір станкового малярства (картина) створюється на нестаціонарній (на відміну від монументального малярства) і не на утилітарній (на відміну від декоративного живопису) поверхні. Згідно з тлумачним словником мистецтвознавчих термінів Світлани Андріївни Ничкало: «Станкове мистецтво — термін, яким позначаються твори образотворчого мистецтва, що мають самостійний характер. У живописі — це картина, портрет, пейзаж, натюрморт; у скульптурі — бюст, композиція, рельєф, статуя; у графіці — рисунок, акварель, естамп».
Походження терміна «станковий» має іншомовне походження. Приблизно починаючи з 1600 року в письмових джерелах з'являється слово «ezel» (з голландської — віслюк), що використовувався в переносному значенні як стійка для картин. Від голландців це слово прийшло в англійську та німецьку мови й почало використовуватися в таких значеннях: easel — мольберт, станковий живопис, а easel painter — сучасний метод роботи в мистецтві. Твори станкового живопису мають бути досить малими за розмірами, що зумовлено необхідністю зручно працювати на мольберті. У сучасному англійськомовному мистецтвознавстві термін «станковий» пов'язується з конкретним видом мистецтва, а саме з живописом. Термінологічні словосполучення «easel painting» та «miniature painting» є видовими стосовно родового терміна «painting».
За основу станковому живопису слугують такі матеріали: полотно, картон, дерев'яні дошки, папір, шовк, метали тощо). Основні матеріали станкового малярства — олійні, темперні й акварельні фарби, гуаш, пастель, акрил. На Далекому Сході набув переважного поширення живопис тушшю (в основному — монохромною), часто представлений каліграфією. Формами станкового живопису є також етюди (зроблені переважно за один сеанс твори, фрагментарні за змістом та формальним вирішенням) та ескізи (підготовчі композиції до майбутнього твору).
Незалежно від виду живопис розрізняють за окремими жанрами: портрет, пейзаж, натюрморт, тематична картина, де особливий складає — іконопис. Станковий живопис включає твори самостійного значення, не пов'язані з будь-яким художнім ансамблем. Він всебічно зображає життя в його соціальних, фантастичних, казкових, героїчних і сатиричних аспектах. Широкого розвитку станковий живопис набув за часів Відродження. Твори станкового живопису почали розповсюджуватися не тільки у громадських, але й у приватних будинках. З часом набули розвитку його різноманітні жанри: історичний, побутовий, портретний, пейзажний, натюрморт.

## Історія
Напевне відомо, що одним з перших та найпопулярніших творів доби Середньовіччя, що найбільш повно містив відомості про техніку живопису й художніх ремесел свого часу була «Записка про різні мистецтва» ченця Теофіла. У цьому творі, що складається з трьох книг, найбільший інтерес представляє перша книга, сорок п'ять глав якої повністю присвячені матеріалам і техніці станкового, мініатюрного та настінного живопису. Ця книга містить вичерпні відомості про підготовку основ під живопис, про ґрунтування, містить рецепти приготування багатьох фарб і опис порядку виконання живописних робіт. Систематичність і повнота інформації в трактаті Теофіла дозволяє говорити про те, що вона була взята з більш ранніх джерел, відомості про які відсутні повною мірою або неналежно досліджені. Власне й Теофіл прямо пише у вступі до своїх книг, що всі відомості по живопису, викладені ним, сягають корінням мистецьких здобутків візантійських греків. В міру розвитку феодального суспільства, коли економічні центри переміщуються з монастирів у міста, останні стають новими центрами культури. Попри те, що міська культура як і раніше розвивається ще в релігійних рамках, її творцями стають не тільки ченці, а міські ремісники — живописці, скульптори, архітектори. У романському мистецтві провідна роль належала монументальному та мініатюрному живопису — фрески й мозаїки покривали стіни романських соборів, а мініатюри прикрашали рукописи релігійного та світського змісту. В XIII столітті з переходом до нового стилю — готики, що нерозривно пов'язаний з міською культурою, спочатку в Італії, а потім і в інших країнах на перше місце виходить церковний станковий живопис.
Монументальне та станкове малярство в історії українського мистецтвознавства має давнє коріння. Певним є факт того, що вже на початку XII століття був відомий чернець Аліпій (помер в 1114 році), який студіював у Царгороді, а вже згодом працював при розмалюванні церкви Успіння в Києво-Печерській Лаврі. Життя та творчість останнього описані в «Києво-Печерський патерику». До його праці належить ікона Богоматері, подарована Володимиром Мономахом у Ростові іншій особі. Багато ікон створювалися грецькими майстрами, але й місцевим майстрам вистачало вміння. Роботи, що приписують Петру Ратенському, зустрічалися в храмах Москви та Володимир-Волинському. Цей іконопис вирізнявся власним стилем.
Український живопис у період XIV—XVI століття розвивався під впливом стародавніх живописних традицій часів Київської Русі. Монголо-татарська навала відіграла негативну роль у становленні самобутнього станкового малярства. Саме через ці обставини існував брак живописних пам'яток, що б дали змогу тогочасним художникам простежити послідовно всі етапи становлення локальних малярських осередків. шкіл на території України в умовах феодальної роздробленості й пізніше, у період формування української народності. Сучасне уявлення про українське середньовічне малярство певною мірою базується на іконах, що збереглися на території Галичини та в деяких районах Карпат, що розташовані осторонь від шляхів монголо-татарської навали. Загалом свідчення про стиль, зміст та іконографічні й технічні особливості українського станкового малярства XIV століття базуються на дослідженні декількох невеликих ікон. Однією з таких є ікона «Печерської Богородиці» зі Свенського монастиря, що, безумовно, є дещо народною інтерпретацією релігійного образу у виконанні київської школи живопису. Художні напрацювання та традиції її представників послугували основою для розвитку українського малярства XIV століття. Наступною є ікона «св. Юрій Переможець», що була знайдена в селі Станилі біля Дрогобича та датується кінцем XIV століття. Унікальною рисою й водночас відмінністю української іконографічної традиції є те, що святий Юрій зображений не на білому, а на чорному коні. Також визначною пам'яткою українського станкового малярства є ікона «Волинської Богородиці» з Луцька, що також датується приблизно кінцем XIV століття.

Пам'ятки українського станкового мистецтва XIV-XVI століття
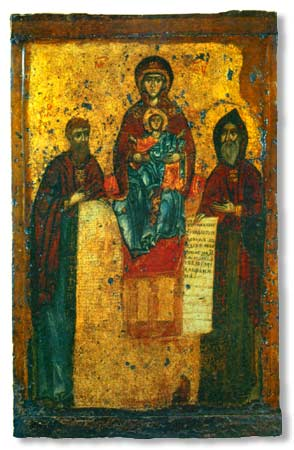
«Печерська богородиця» (Свенський монастир)
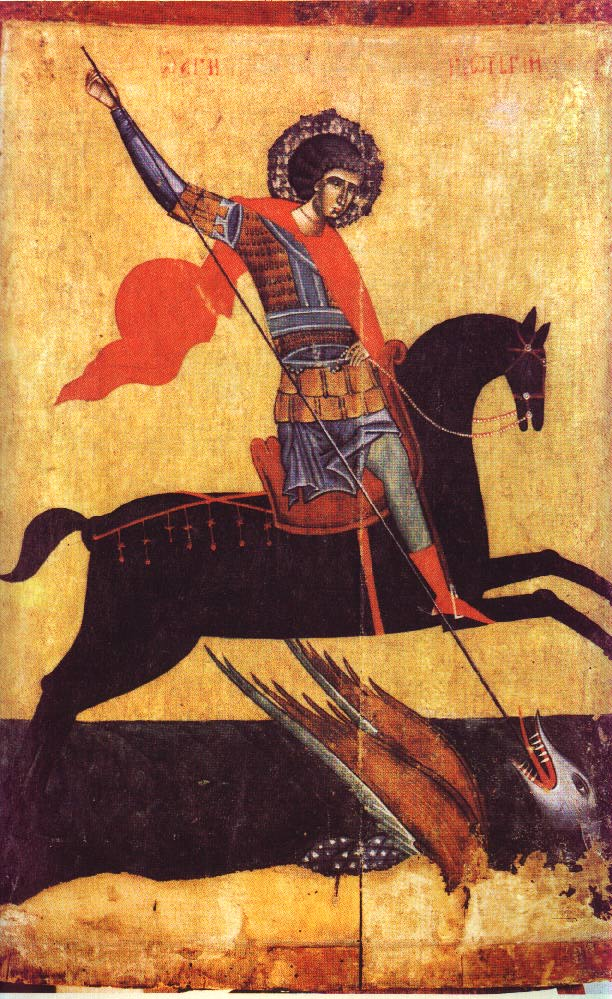
«Ікона св. Юрія Змієборця зі Станилі», (Національний музей у Львові)
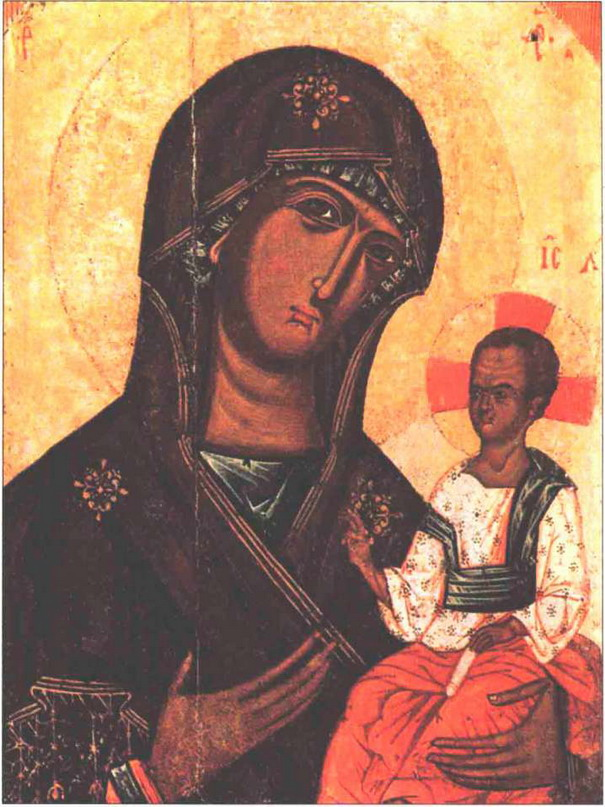
«Волинська Богородиця» (Національний художній музей України)

Живописні твори періоду XV століття мають сукупність радикальних стильових відмінностей, які дають змогу дослідникам відрізнити їх від витворів XVI століття. Головною відмінністю є те, що монументальні фігурні зображення переважають над складними сюжетними сценами. Композиція відзначається тектонічною компактністю і ритмічною побудовою на площині. Елементи, такі як розташування натовпу, силуетів, відповідного поєднання кольорів, написів і обрамлення — підпорядковувалися цілісності й виразності образу. У станковому малярстві того часу простежуються спільні з настінними розписами живописні й графічні прийоми. Провідна роль відводилася живописним прийомам, а графічні підпорядковувалися їм, як допоміжні. У творах XV століття графічний елемент відходить на другорядний план. Наприкінці століття значущість лінії стає більш помітною в побудові художнього образу й стає провідною — в наступному.

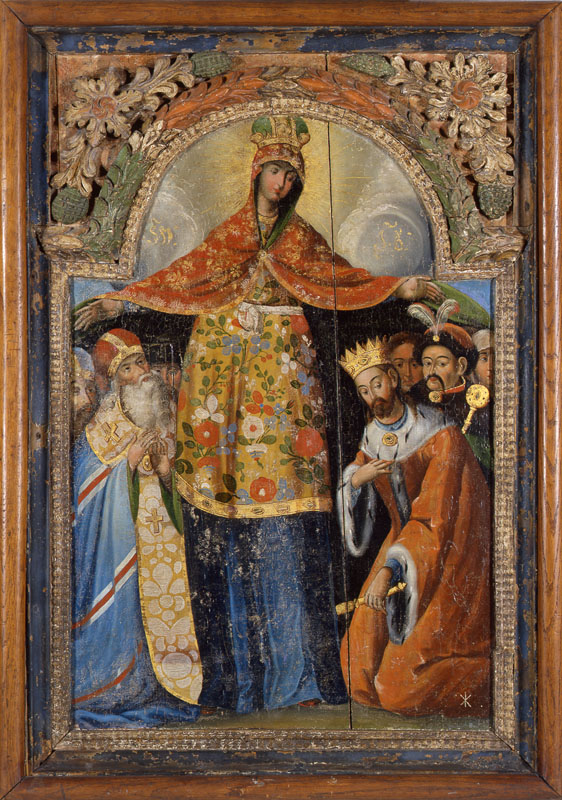
Ікона «Покров Богородиці» із зображенням Богдана Хмельницького та архієпископа Лазаря

У XVII—XVIII столітті, в період українського бароко, була вироблена нова живописна школа, що пішла шляхом реалізму під впливом фламандського живопису. Відмічається паралельний сплеск розвитку монументального та станкового малярства. Найцінніші зразки іконостасів того часу зображають уміння художників станкового роду малярства: Богородчанський іконостас (1698—1705, Йов Кондзелевич), іконостас П'ятницької церкви у Львові, Михайлівської церкви Видубицького монастиря, Андріївської церкви у Києві. Була вироблена особлива українська типізація образів Ісуса Христа, Богородиці та святих, що було виявлено на чисельних зразках ікон, зібраних в музеях Києва, Харкова, Львова, Кам'янця, Чернігова та інших міст. Представники декількох іконописних шкіл змальовували на іконах український побут, постаті, що були пов'язані з громадським і політичним життям: гетьманів, старшин, козаків, фундаторів, донаторів церкви та інших. Для народного малярства доби бароко типовими були зображення з мотивами національно-визвольної боротьби «козак Мамай» та «козак-бандурист». Також культурну цінність являють собою деякі наступні релігійні ікони. «Розп'яття з пристоячими», ймовірна робота Йосипа Івановича, що був відомим живописцем міста Лубни, містить портрет українського державного та військового діяча доби Гетьманщини, лубенського полкового судді, полковника Лубенського полку Війська Запорозького — Леонтія Свічки. Визначною також є ікона «Покров Богородиці» із зображенням Богдана Хмельницького та архієпископа Лазаря (Барановича), що походить із Покровської церкви села Дешки, Богуславського району Київської області. Найбільшим осередком малярської праці був Київ, де у місцевій Академії та Лаврі навчалися на малярів-портретистів. Найвідомішими живописцями Львова цього періоду були: Микола Петрахнович-Мораховський, Федір Сенькович, Василь та інші. Київська живописна школа була представлена: Степаном Каменським, Іваном Зарудним, Алімпієм Галиком, Захарієм Голубовським та іншими. Багато художників працювали в Москві та Петербурзі: Степан Заруцький, Іван Маховський, Ігнатій Полонський, Василь Пузаревський, Іван Рефузинський, Іван Ондольський, Андрій Животкевич, Антін Гомнадський, Антон Лосенко, Іван Саблучок, Дмитро Левицький, Володимир Боровиковський, Іван Бугаєвський-Благодарний та інші. Разом з багатьма іншими вищезгадані українські художники були представниками українського бароко в живопису, або як його ще називають — «козацьке бароко».

## Виконання

### На пергаменті, папері, картоні
Окрім традиційних для уяви сучасників матеріалів, таких як дерево, полотно та метал, основою для станкового живопису досить часто слугували пергамент і папір. У Європі аж до VII століття як матеріал для написання картин використовували папірус. Однак, паралельно з ним уже в першому столітті нашої ери поширювався новий матеріал — пергамент. Останній вирізнявся більшою міцністю й еластичністю та поступово витіснив папірус, що транспортувався з Єгипту. У період Середньовіччя в різних країнах виготовляли пергамент, що мав високу якість та гарний зовнішній вигляд. Двосторонній білий пергамент мав назву — німецький; з Бургундії він зазвичай був різного кольору, мав плями й тому досить рідко вживався для створення станкових картин; пергамент, де з однієї сторони колір був білий, а з іншої жовтий називали — італійським. Мав розповсюдження пергамент, що був пофарбований у пурпурний, фіолетовий та інші кольори. Однак, пергамент не міг зрівнятися з картоном та папером, що набули більшого розповсюдження через значну дешевість виготовлення. До найстаріших живописних робіт на папері, за винятком середньовічних мініатюр, належить «Етюд голови» Леонардо да Вінчі, що перебуває в Луврі. Використовував папір при написанні великої кількості етюдів та ескізів Микола Миколайович Ге. Відомий український художник Курнаков Георгій Васильович широко застосовував картон, але з 1924 року перейшов на живопис на лінолеумі, адже останній в ті часи було легше знайти.

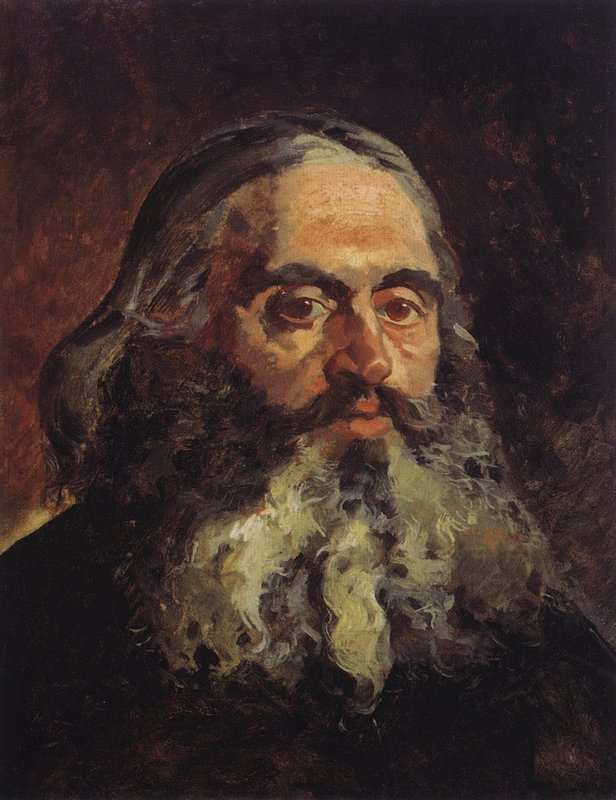
«Голова Апостола Андрія», Ґе М. М. (папір на полотні, Третьяковська галерея)
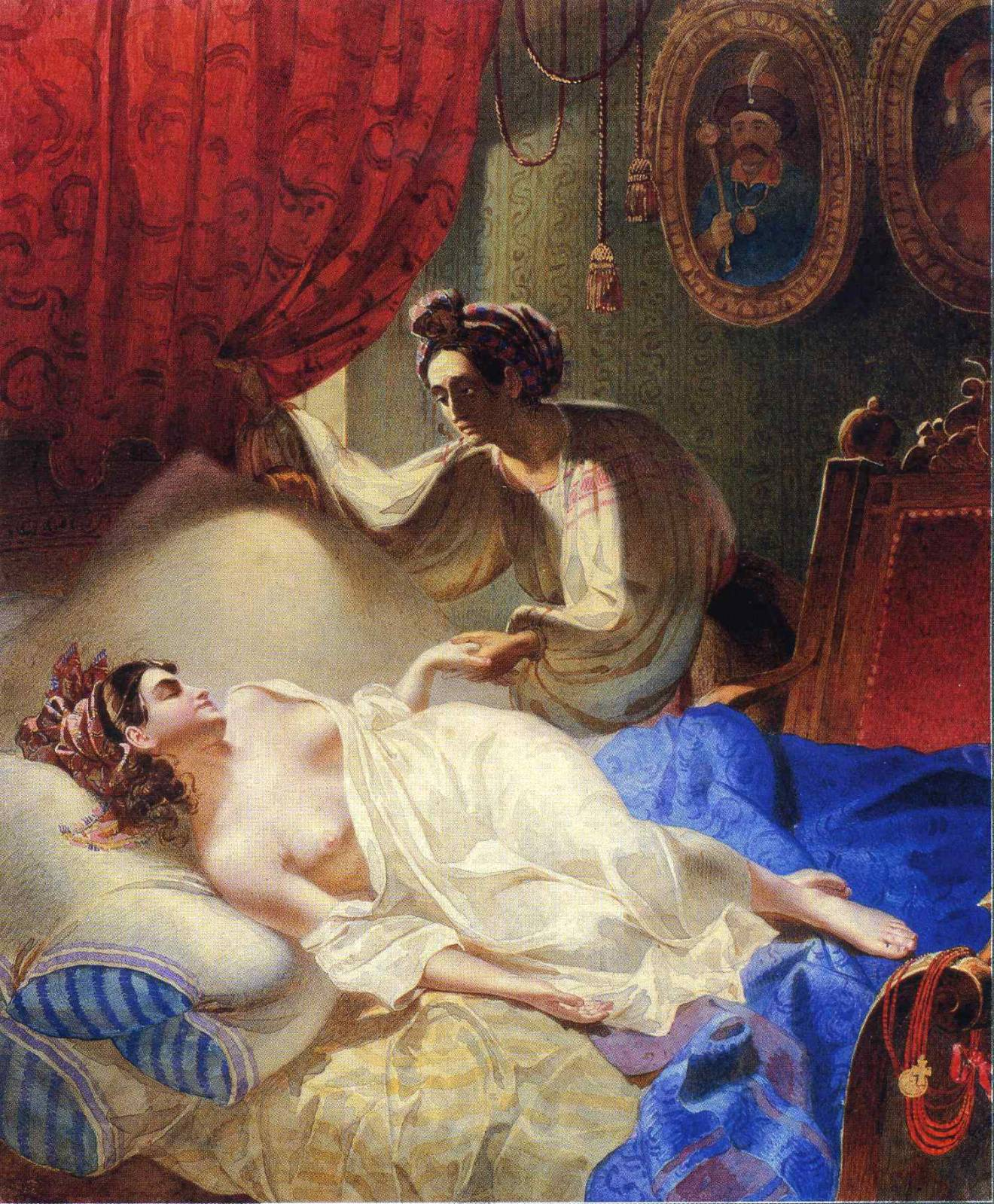
«Марія», Т. Г. Шевченко (папір, Національний музей Тараса Шевченка)
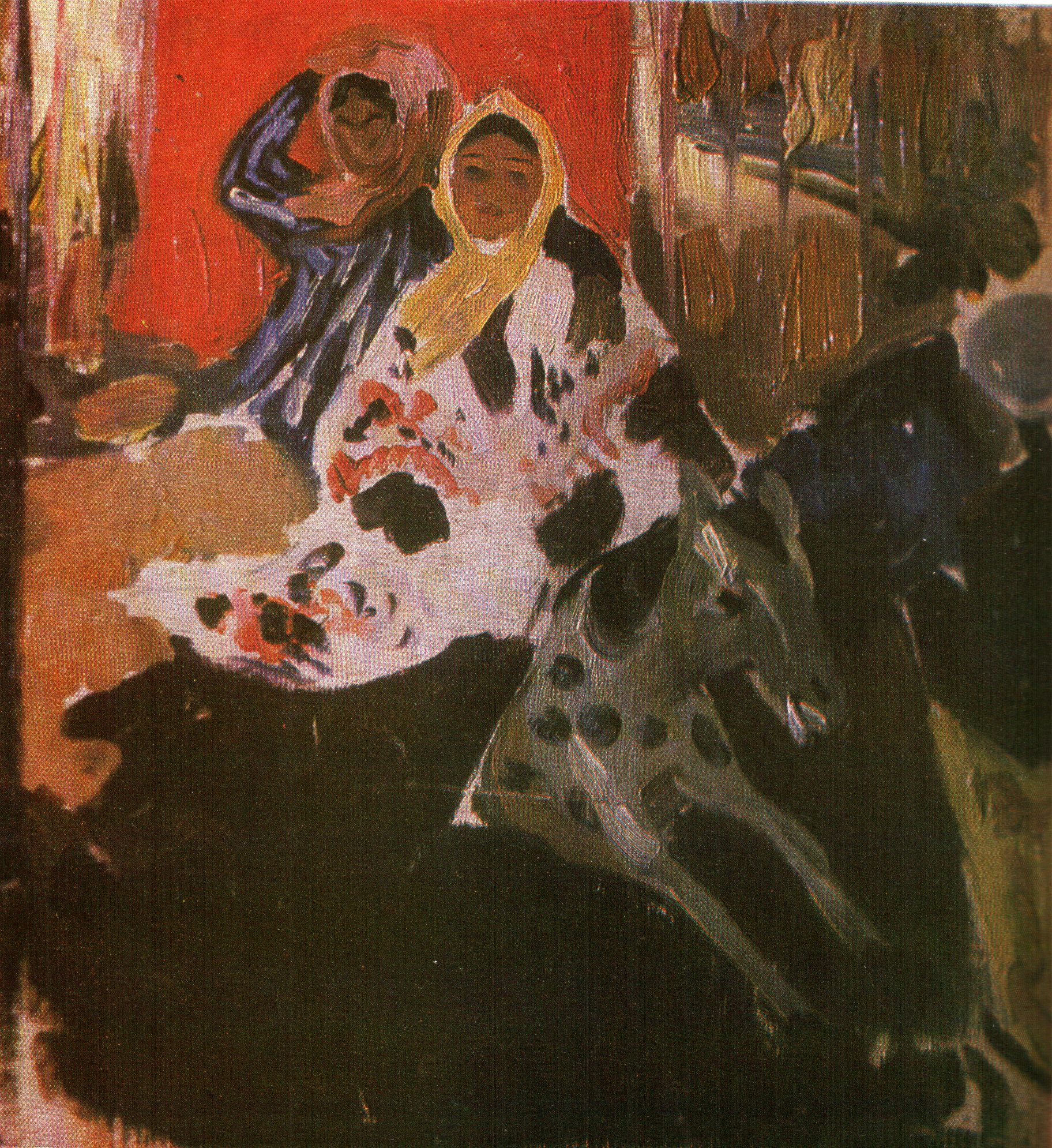
«Карусель», Мурашко О. О. (папір, Національний художній музей України)

Перевага картону над папером й тим паче пергаментом — очевидна. Він застосовується при створенні невеликих картин, етюдів, ескізів. При роботі з ним не потрібні підрамники, картон міцний та не піддається деформації. Однак, не слід забувати, що за своєю природою він руйнується під впливом зміни вологості повітря та при безпосередньому попаданні води на його поверхню. Щоб картина на картоні тривалий час зберігалася у задовільному стані повинні дотримуватися такі умови: нанесення шару ґрунту (суха суміш горшкової глини, умбри та оліфи), розміщення на картону на підрамнику.

### На дереві
Дерево використовували, як основу під живопис ще в античні часи. За свідченням Плінія на дерев'яних дошках вже писали грецькі живописці. Особливо високо цінувалося кипарисові, кедрові, ебенові, самшитові та оливкові дерева, які на думку живописців відзначалися більшою міцністю, не піддавалися гниттю й не розтріскувалися. На думку Плінія найбільш міцними породами дерев були: модрина, дуб, каштан і горіх. Найдавнішими творами станкового живопису на дереві, які дійшли до нашого часу, є так звані фаюмські портрети, які відносяться до I—III ст. н. е. Вони написані на тонких пластинках з деревини інжиру, кипарису, ліванського кедра, сосни італійської, модрини. В епоху Середньовіччя й пізніше для виготовлення основ під живопис у Європі починають використовувати деревину інших дерев. Так, наприклад, італійські митці брали за основу м'які дерева — липу або вербу. Також у різний час використовувалися дошки різної товщини: фаюмські портрети виконані на дошках до 2 мм, а християнські ікони VI—VIII століття написані в техніці енкавстики на дошках завтовшки 10–12 мм. Іконописці Київської Русі, а також художники в Італії епохи раннього Відродження використовували дуже товсті дошки. На противагу їм представники живопису Північної Європи писали на значно тонших дошках завтовшки 8–10 мм. Важливою характеристикою основи є спосіб обробки тильної сторони дошки. У VII—IX століття теслі в Західній Європі користувалися примітивними сокирами, різними стамесками, скобелем, а з XIV століття — рубанком. За часів бароко підготовка дощок значно спростилася: їх спилювали та підрівнювали рашпілем, шліфували й ніякої додаткової обробки вони більше не потребували, а відразу ж були готові до нанесення ґрунту. Картини XVI століття часто мають зворотний бік настільки гладеньким, що можна прийти до висновку, що їхнє виготовлення потребувало застосування рубанку. Разом з тим не всі живописці мали змогу використовувати передові технології при створенні картин. Досить грубо оброблені дошки, переважно з горіхового дерева, часто можна зустріти серед болгарських ікон аж до XVIII століття. Виготовленням дощок для живопису в Нідерландах займалися лише найкращі столяри. Під загрозою штрафу було заборонено писати на дошках, які були виготовлені в неурядових майстернях та непрофесійними теслями. Технологічна підготовка дощок може включати процеси з'єднання-зшивання, склеювання, шпонування та інші.

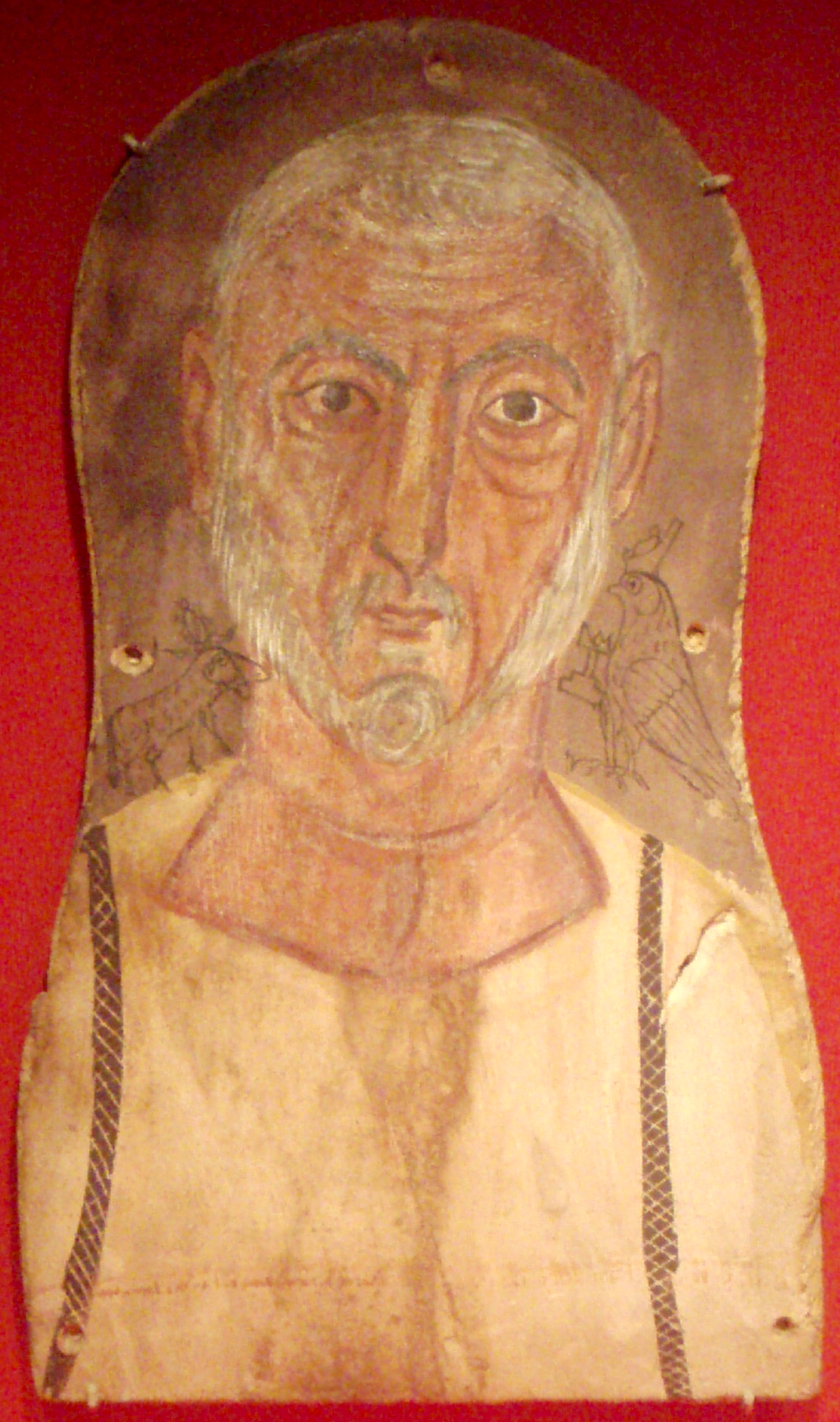
«Портрет літньої людини в супроводі єгипетських богів (Фаюмськи портрети)» (Музей мистецтва Метрополітен)
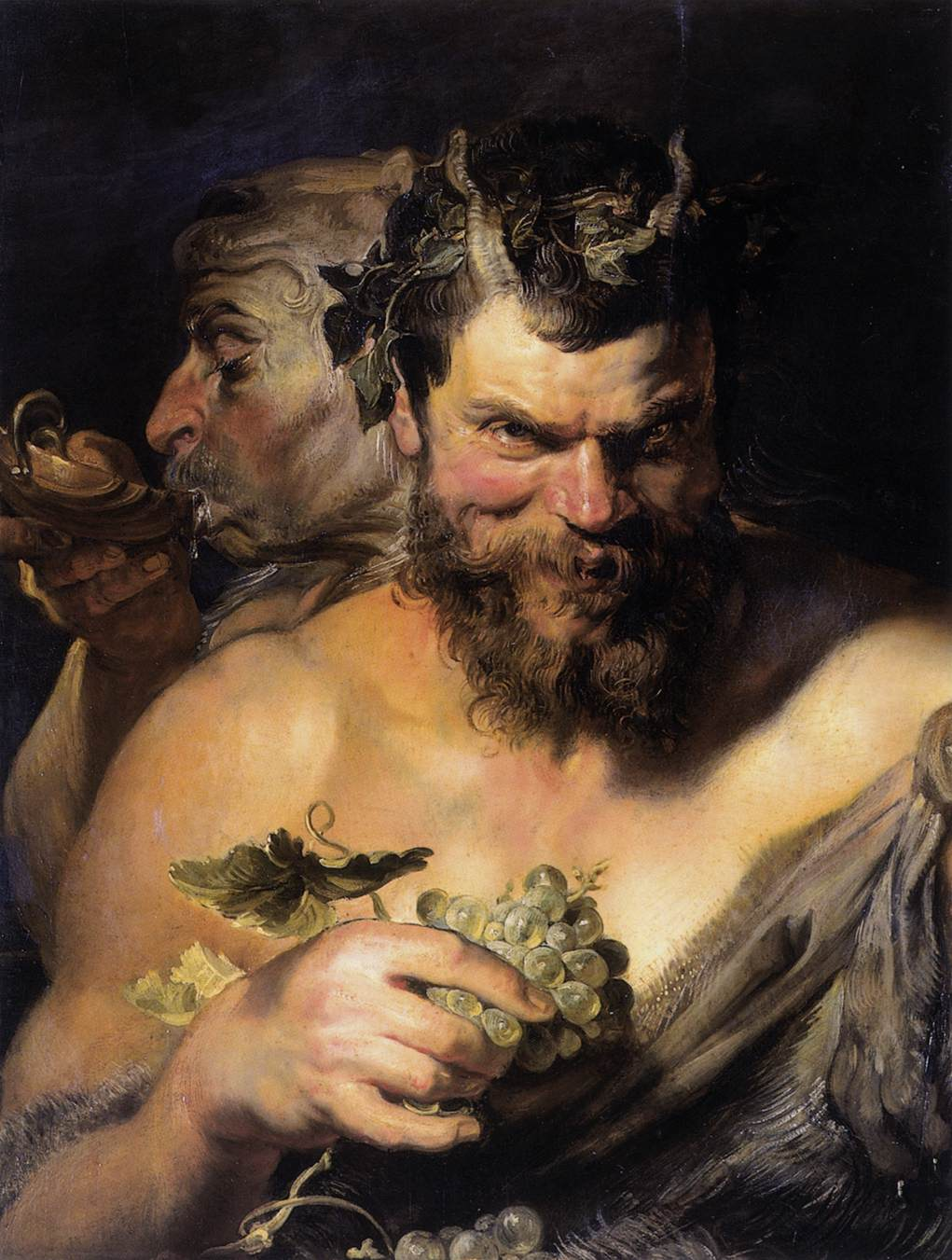
«Два Сатири», Рубенс (дубова панель, Стара пінакотека)
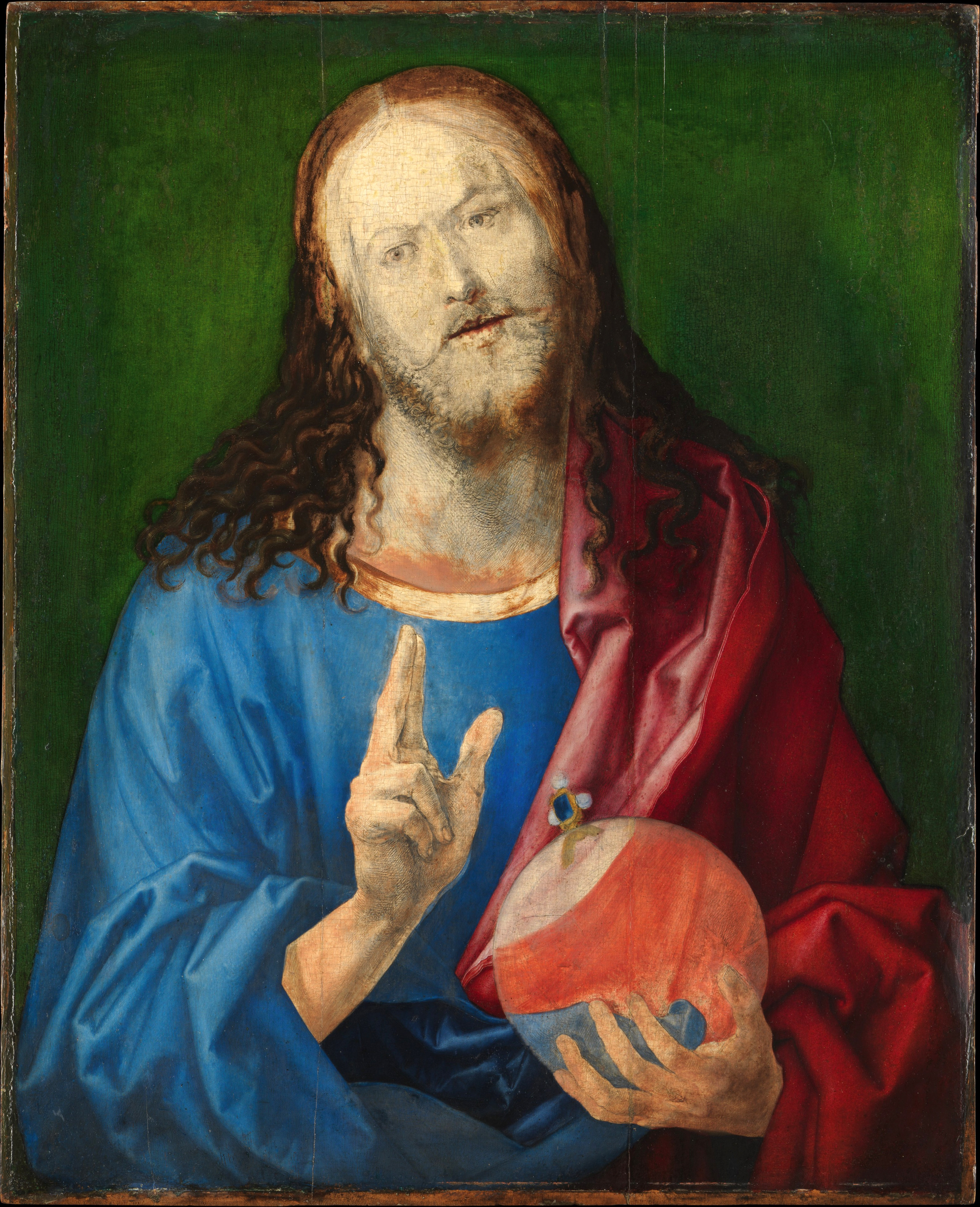
«Спаситель світу», Дюрер (липова панель, Музей мистецтва Метрополітен)

### На тканині
На відміну від живопису на дерев'яних панелях, виконання на тканині набуло поширення пізніше, що було зумовлено переходом від енкавстики до темперного й олійного живопису. Нова техніка дозволяла варіювала структуру матеріалу в залежності від живописних задач, що стояли перед художниками різних періодів. Дерев'яна дошка, яку покривають гладким відшліфованим шаром ґрунту, не впливала на побудову фактури живопису. Роль текстильної основи картини значно ширша за своїм призначенням. Її структура багато в чому визначає характер живописної поверхні згідно із задумом та особливостей живописної манери художника. Ще одна відмінність, окрім фізичних властивостей, полягає в тому, що основа з дерева дає відомості про походження й часу створення картини, але індивідуальні художні особливості найкраще передає основа з тканини. Отже, основа з тканини є нічим іншим, як відбитком індивідуальної манери, або «почерку» художника. Довгий час основи з тканин використовували паралельно з дерев'яними. Однак, із часом дерево практично було витіснене основою з тканини й надалі досить рідко застосовувалося в живописі. До XIX століття основною сировиною для тканини слугували льон та конопля. Інколи траплялися роботи, що були виконані на основі з шовку, які відносяться до XIV—XVII століття. Серед художників, що використовували шовк слід відзначити Альбрехта Дюрера, Гвідо Рені, Ніколу Пуссена та інших. З XIX століття, коли вимоги до ремісничо-технічної сторони живопису значно знизилися, як основу для картин стали використовувати тканину з бавовни, джуту, вовни. Слід зазначити, що за способом плетіння тканини картини поділялися на два типи: тонке довге переплетіння полотна (Гуго ван дер Гус, Дюрера, Андреа Мантенья й інші) та грубе небілене полотно саржевого переплетіння (Тіціан, Веронезе, Тінторетто та інші). Наприкінці XIX та початку XX століття вибір тканини для картини перестав бути випадковим. На тонких дрібнозернистих лляних полотнах заведено писати невеликі за розміром картини. В інших випадках найбільшого застосування набуло полотно середньої зернистості. До кінця XIX століття в ужиток увійшли грубі полотна, які використовувались для картин великого розміру. Пропонувались також прядив'яні полотна, але відзначалося небажаність застосування як основу для живопису бавовняної тканини. Проклеєне та навіть заґрунтоване полотно з тканини залишається певною мірою еластичним і незручним для подальшої роботи. Щоб надати йому необхідну жорсткість використовують дерев'яні підрамники, які виготовляються за різними технологіями.

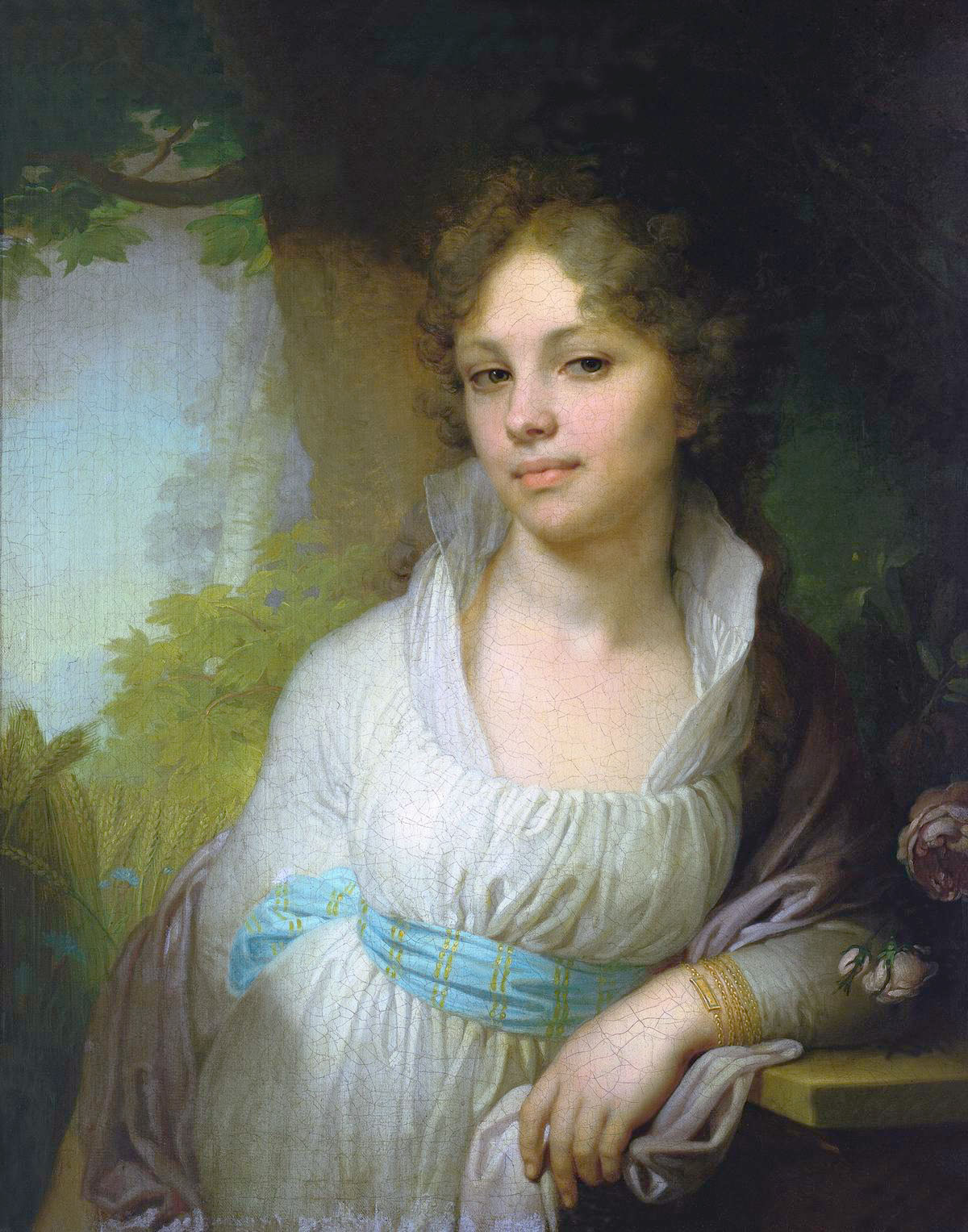
«Портрет Марії Лопухіної» В. Л. Боровиковський (полотно, Третьяковська галерея)
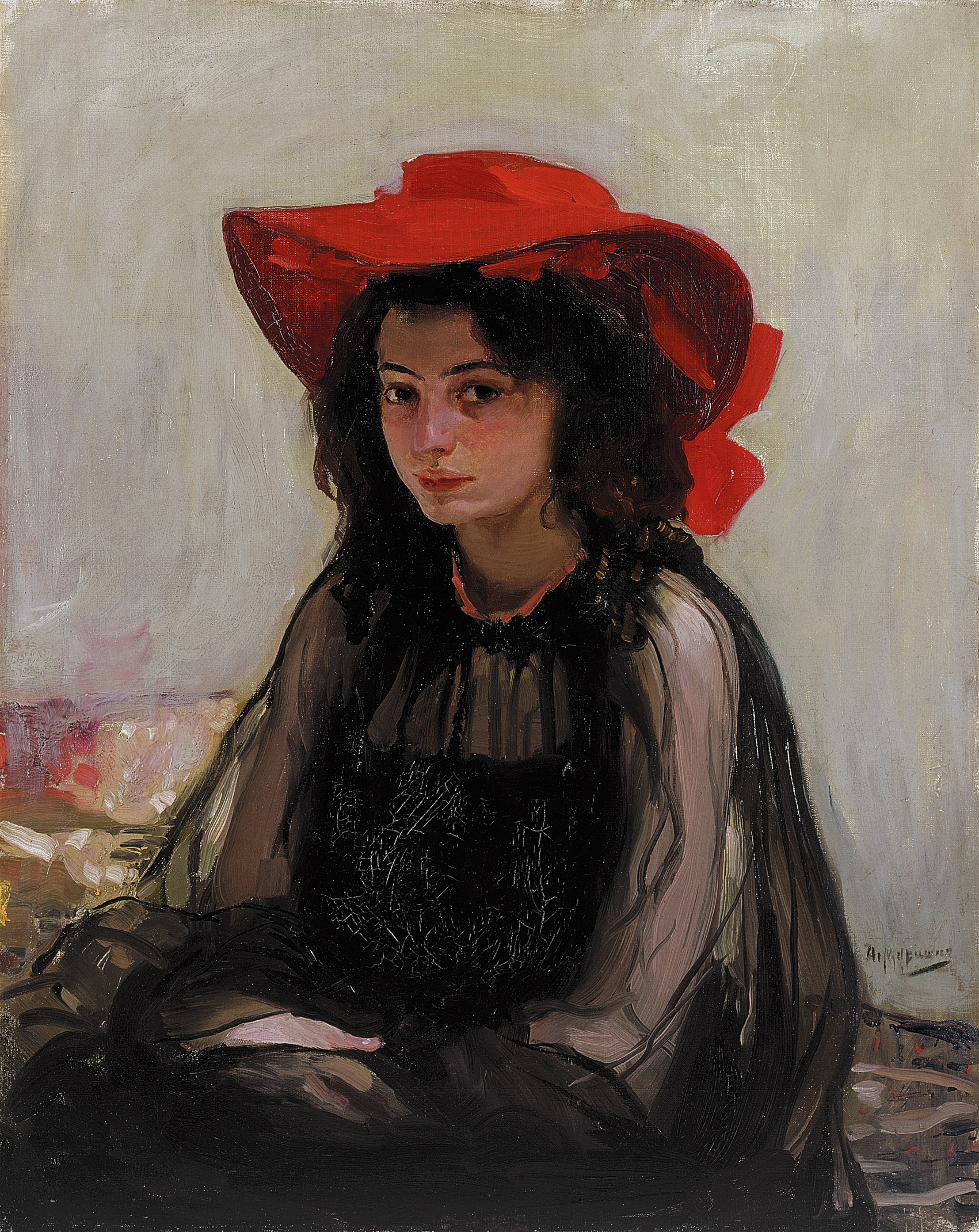
«Портрет дівчинки в червоному капелюсі», О. О. Мурашко (полотно, Національний художній музей України)
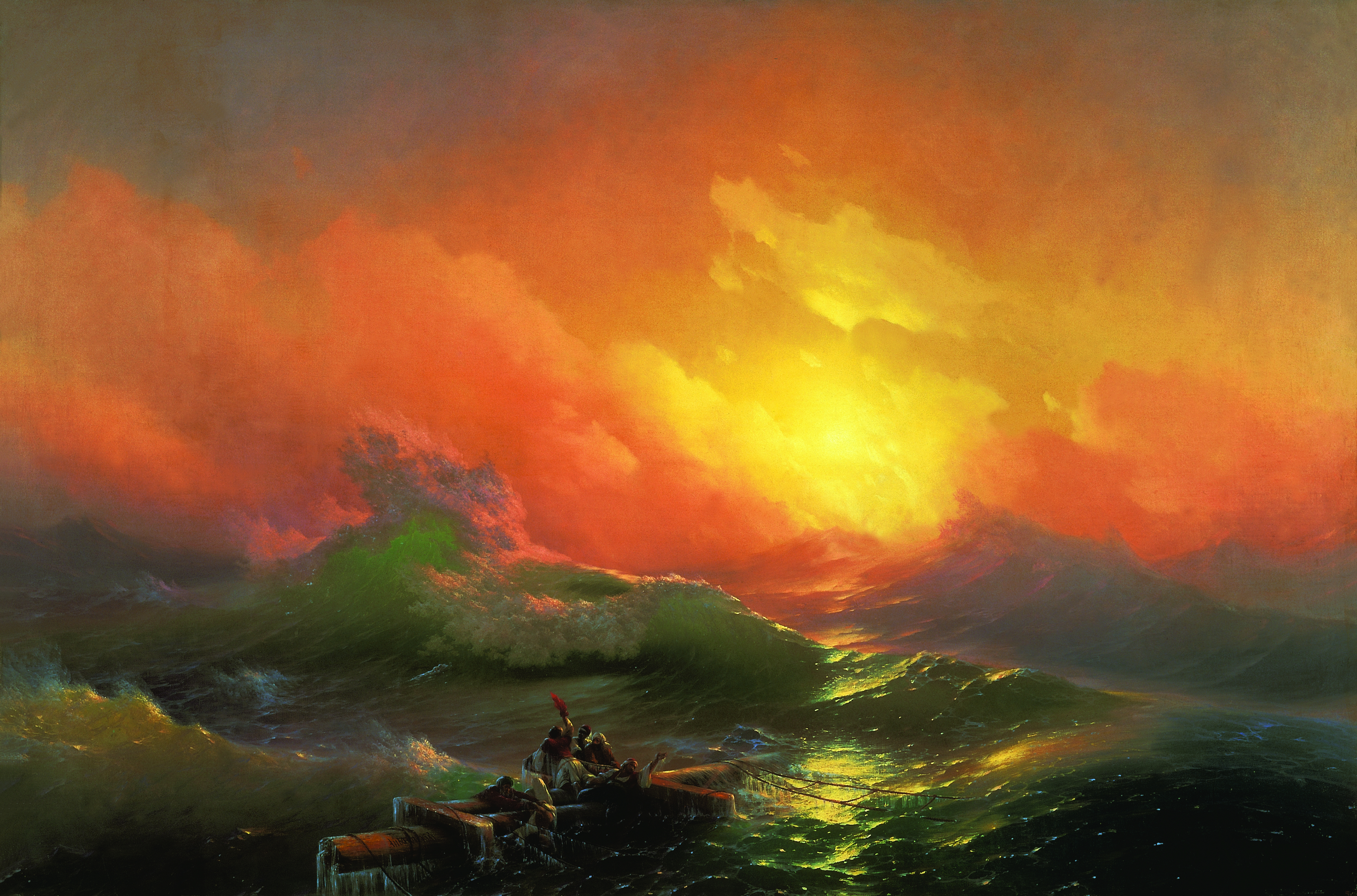
«Дев'ятий вал», І. К. Айвазовський (полотно, Російський музей)
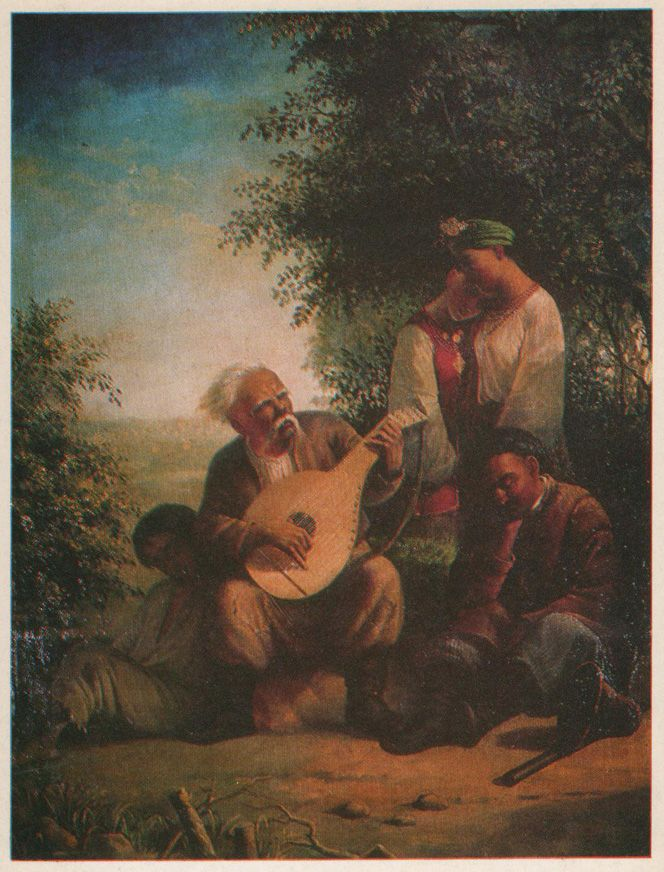
«Бандурист» Д. І. Безперчий (полотно, Сумський художній музей імені Никанора Онацького)

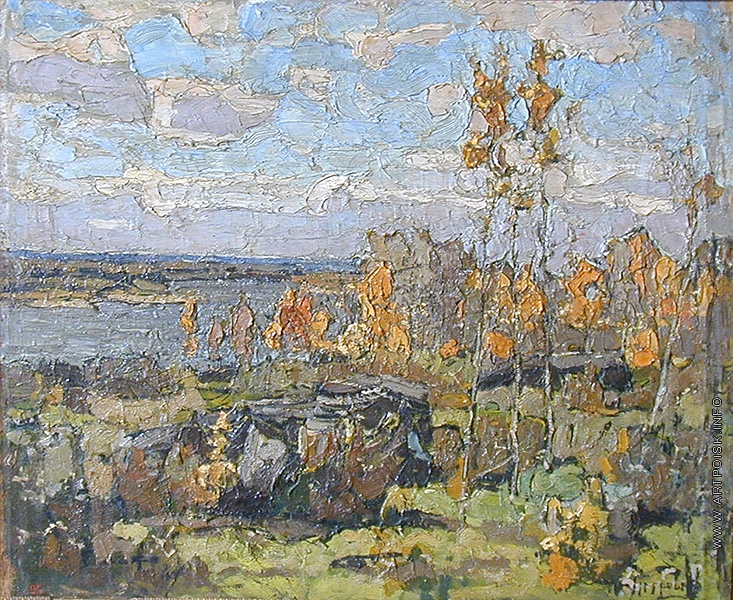
Деформована картина П. І. Петровича — «Осінь»

Серед переваг полотна виділяють його легкість, великі розміри, спроможність згортання в рулон та можливість безперешкодного транспортування. Водночас існує цілий ряд обмежень, з якими слід рахуватися при використанні полотна. При неналежному поводженні з ним воно легко рветься. Нитки полотна, що знаходяться під постійною напругою через натягнутість на підрамнику, поступово розтягуються та починають провисати. Полотно досить чутливе до температурних перепадів, на вологість повітря в тому місці, де воно зберігається. Полотно з рідким плетінням особливо чутливе до впливу вологості. Серед вимог до полотна виділяють такі: має бути рівним, з відсутніми вузлами, потовщенням чи потоншенням ниток; густина — рівномірною по всій площині. Недотримання цих рекомендацій призводить до передчасного псування картин. Наприклад, робота художника Петра Івановича Петровичева була створена на початку XX століття з одночасним використанням широкопастозної техніки на дрібнозернистому полотні. Через це, попри відносно невеликі розміри картини (61 см × 73 см), вона деформувалася по фактурі мазків.

### На металі
Попри різноманітність матеріалів для основи написання картин деякі художники використовували металеві пластини. Попри міцність цього матеріалу, живопис на металі не набув великого поширення, що пояснюється значним збільшенням ваги самого твору. Саме через цю обставину картини мали невеликий розмір. Також збереження творів живопису на металі є специфічним. Головною перевагою, на відміну від дерева і полотна, є майже повна відсутність деформації під дією температури, вологості. Однак із часом живописний шар на металі уражається корозією, що є суттєвим аргументом на користь відмови від такого матеріалу для основи. На картинах, що написані на міді, присутні темні плями, що є наслідок взаємодії металу, пігментів і вільних кислот, що містяться в фарбах. Ще одним недоліком мідних основ є також їхнє погане зчеплення з шаром фарб. Правда, іноді на поверхні міді утворюється шар олеату, що дає дуже міцне зчеплення живописного шару з основою.
Найбільшого поширення в добу Середньовіччя набуло залізо. З часом картини почали виконувати на білій блясі (лудіння заліза), однак застосування заліза як основу для станкового живопису не носило регулярного характеру та не набуло популярності. У XVI столітті в Європі були поширені картини написані на мідних пластинах, які виковувалися вручну й тому були дорогими. Існує гіпотеза, що станковий живопис отримав мідні пластини після того, як техніка розпису емаллю пережила занепад. Саме тому майстри станкового живопису могли розпочати працювати на мідних панелях, оскільки вже були знайомі з технікою розпису емаллю. Додатковою обставиною використання металевих основ слугувало те, що в середині XVI століття існувало загальне правило покривати білий ґрунт кольоровими імприматурами, які до цього часу, наприклад в Італії, робилися червоно-коричневими, близькими за кольором до міді. Саме тому використання мідних пластин звільняло живописців від цілої низки підготовчих операцій: проклейки основи, ґрунтовки та покриття імприматурами. Однак із часом, коли живописці відмовилися від темних кольорових ґрунтів поступово зник і живопис на мідних пластинах. Послідовниками виконання картин на мідній основі були: Себастьяно дель Пйомбо, Караваджо, Лодовіко Каррачі, Гендрік Гольціус, Бартоломеус Шпрангер, Рембрандт ван Рейн, Ян Брейгель Старший та інші. Набагато рідше трапляються картини, що написані на інших металах. Так, наприклад, Карел ван Мандер наводив відомості про, що Ганс фон Аахен був автором вівтарної картини, що написана особливим способом олійними фарбами на олові або свинці. У XVII—XVIII століттях олово, як основа для картин, частіше, ніж в інших країнах, вживалося на території Австрії. У XVIII столітті писали вже не тільки на міді, а й на інших металах: цинку, свинцю, олові та інших.

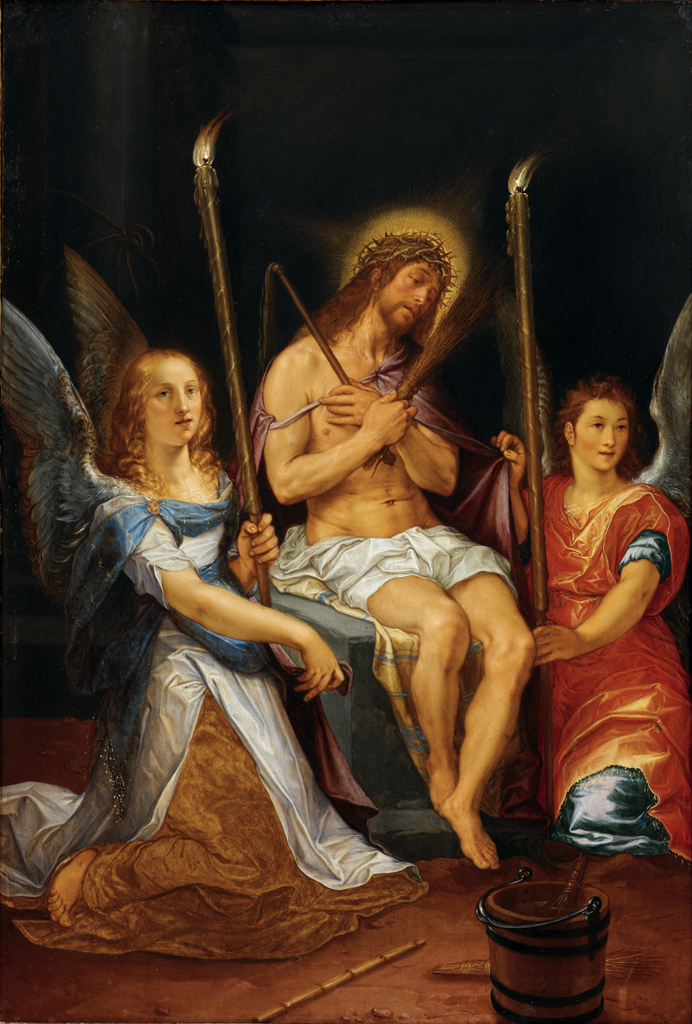
«Христос на холодному камені з двома ангелами», Гендрік Гольціус (мідь, Музей дизайну школи Род-Айленду)
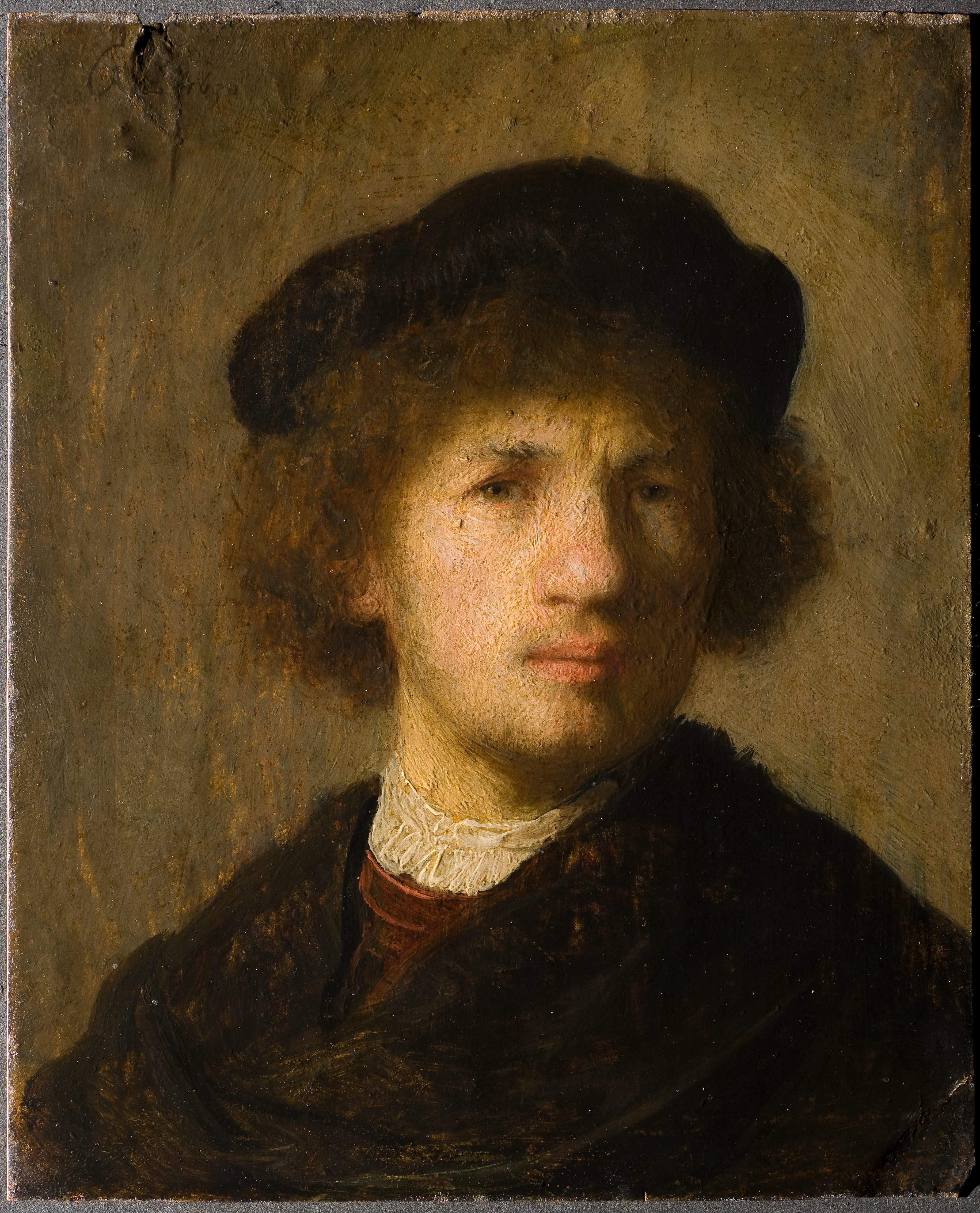
«Автопортрет Рембрандта», ван Рейн (мідь, Національний музей Швеції)
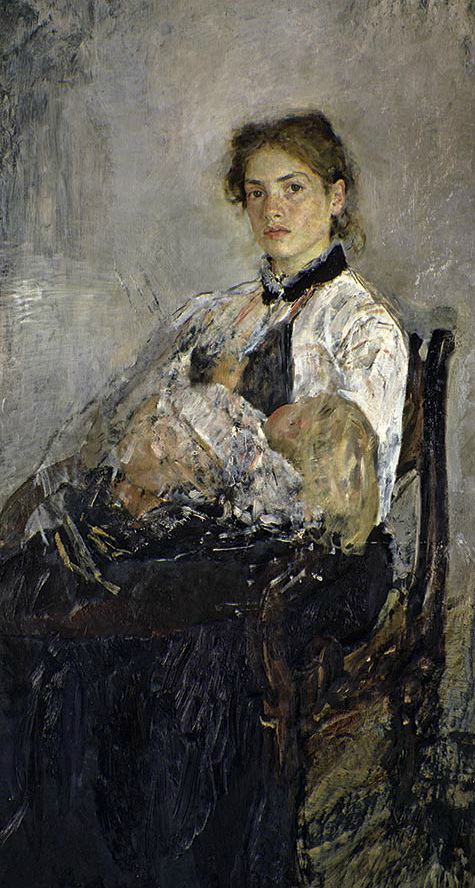
«Портрет Надії Дервіз з її дитиною», В. О. Сєров (мідь, Третьяковська галерея)

Основним металом для пластин та дощок слугували: мідь, залізо, цинк, олово, свинець, алюміній, срібло. Для кращого зчеплення з металевою поверхнею чинили так: пластини або дошки спочатку обробляли часниковим соком, що має властивість склеювання; на поверхні робили різносторонні глибокі насічки; наносили шар ґрунту (суха суміш горшкової глини, умбри та оліфи). Живописці XVII століття використовували тонкі листи червоного золота, якими покривали металеві поверхні щоб зберегти шар фарби від окислення.